# Бисага, Юрий Михайлович
Юрий Михайлович Бисага (укр. Юрій Михайлович Бисага; род. 9 мая 1957, Страбичово) — советский и украинский историк, юрист. Кандидат исторических (1986), доктор юридических наук (1999), профессор (2002), Заслуженный юрист Украины (2004). Кавалер ордена «За заслуги» 3-й (2009), 2-й (2019) и 1-й (2024) степени.
Исследует конституционное право зарубежных стран, сравнительное правоведение, историю Закарпатья межвоенного периода, государственно-правовой статус Чехословакии в 1919—1939 годах, советско-чехословацкие отношения в 1970—1980-х годах.

## Биография
Родился 9 мая 1957 года в селе Страбичово в крестьянской семье.
В 1974—1977 годах — грузчик Великолучковского плодоконсервного завода колхоза им. В. Ленина в Мукачевском районе Закарпатской области.
В 1982 году окончил исторический факультет Ужгородского государственного университета.
В 1982—1983 годах — учитель географии Ключарковской школы в Мукачевском районе.
В 1983—1986 годах — аспирант Ужгородского государственного университета (кандидатская диссертация на тему «Идеологическое сотрудничество КПСС и КПЧ в 1976—1981 гг.»).
С 1987 года работает в Ужгородском университете: в 1987—1991 годах — ассистент, в 1991 году — доцент кафедры политической истории; в 1991 и 1994—1999 годах — доцент кафедры истории Украины; в 1991—1994 годах в докторантуре (докторскую диссертацию защитил в 1998 году, тема — «Государственно-правовое строительство в первой Чехословацкой республике»), в 1999—2001 годах — профессор кафедры государственного управления; с июля 2001 года — заведующий кафедрой конституционного права и сравнительного правоведения; в июле-декабре 2004 года — и. о. проректора по учебно-воспитательной работе.
В 2005 году окончил Киевский университет права НАН Украины.